# The Voice of the Negro
The Voice of the Negro (Deutsch: Die Stimme des Negers) war eine US-amerikanische Literaturzeitschrift, die kulturelle Errungenschaften und politische Anliegen der Afroamerikanischen Bevölkerungsgruppe publizierte. Die Zeitschrift wurde von John W. E. Bowen und Jesse Max Barber gegründet und bestand von Januar 1904 bis 1907.
Sitz der Zeitschrift war ursprünglich Atlanta, Georgia. Nach den Atlanta Race Riots im September 1906 und Unstimmigkeiten mit der Stadtregierung von Atlanta musste der Sitz nach Chicago, Illinois verlegt werden.

## Inhalte, Charakteristika
The Voice of the Negro unterschied sich laut Louis R. Harlan von den anderen, zu Beginn des 20. Jahrhunderts gegründeten afroamerikanischen Publikationen erheblich, da schon der Titel der Zeitschrift versprach, eine Stimme oder zumindest ein Forum für alle Schwarzen Amerikas darzustellen.
In der Tat bot die Zeitschrift dem gesamten Spektrum schwarzer Ideologien und Befreiungsbestrebungen einen Rahmen zur Veröffentlichung – von der Back to Africa-Bewegung auf der einen Seite bis zu den Integrationalisten auf der anderen, mit allen Schattierungen konservativer bis kämpferischer Positionen dazwischen. Die Zeitung fasste monatlich in einer Nachrichtenleiste alle Rasse betreffenden Ereignisse zusammen und zeichnete sich durch engagierte Leitartikel aus. Sie befasste sich mit einer breiten Themenpalette, sei es eine linguistische und ideologische Debatte des Begriffs Negro, sei es Disfranchisement oder Rassenbeziehungen in anderen Ländern. Zwei der Autoren, Washington und Du Bois, waren, was die politische Ausrichtung der afroamerikanischen Bevölkerung anging, entschiedene Gegner – pragmatisch der Ältere, kämpferischer der Jüngere.

## Autoren
Das Magazin publizierte Schriften von Booker T. Washington (1856–1915), eines einflussreichen Führers der afroamerikanischen Community, sowie einer Reihe jüngerer Intellektueller und Aktivisten, darunter:
- der Soziologe und Bürgerrechtler William Edward Burghardt Du Bois (1868–1963),
- die Pädagogen John Hope (1868–1936) und Mary Church Terrell (1863–1954)
- der Mathematiker und Soziologe Kelly Miller (1863–1939),
- der Journalist und Buchautor William Pickens (1881–1954).

Das Magazin veröffentlichte auch Lyrik – unter anderem von James D. Corrothers (1869–1917), Georgia Douglas Johnson (1877–1966) und Paul Laurence Dunbar (1872–1906).

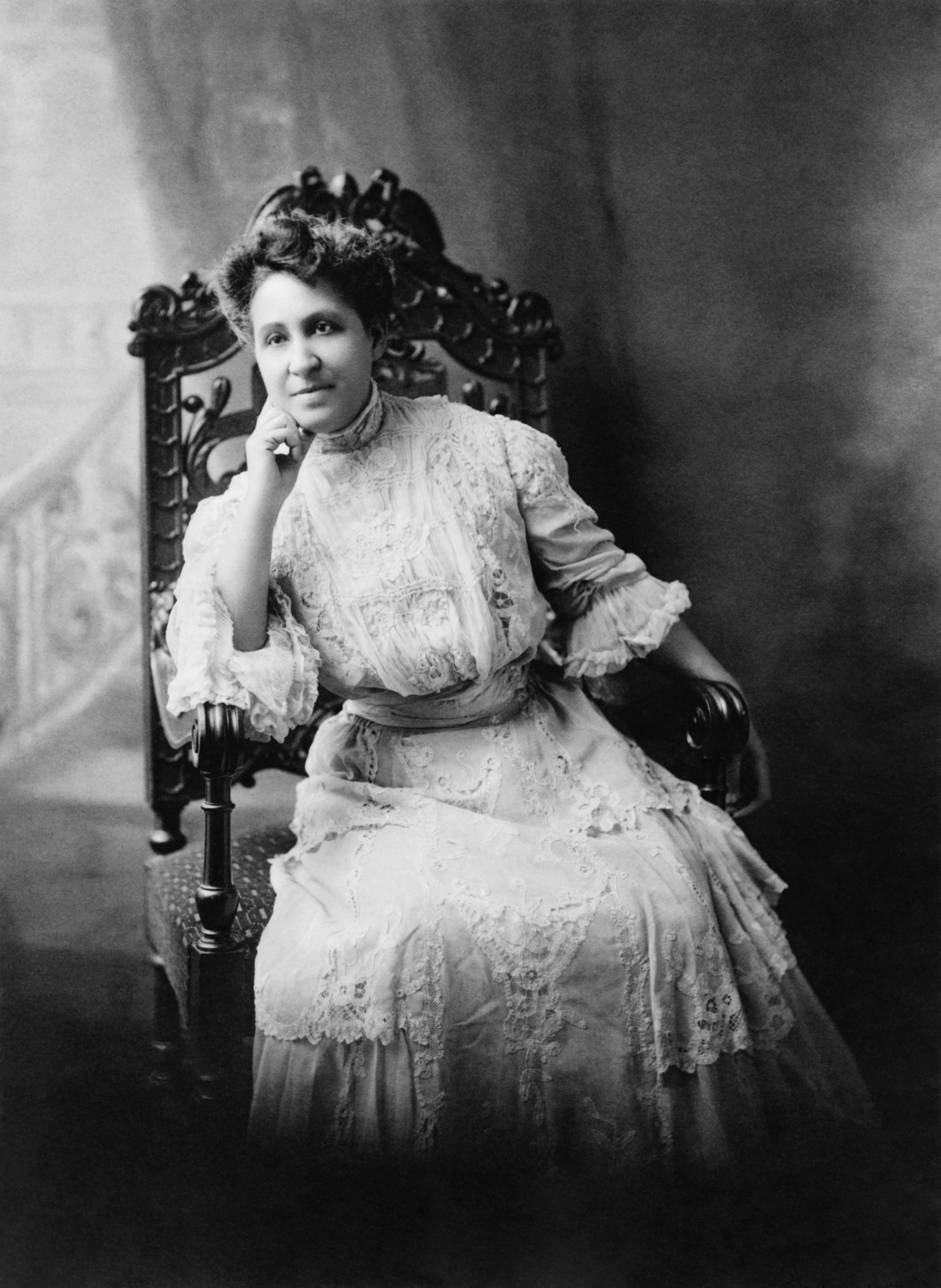
Mary Church Terrell
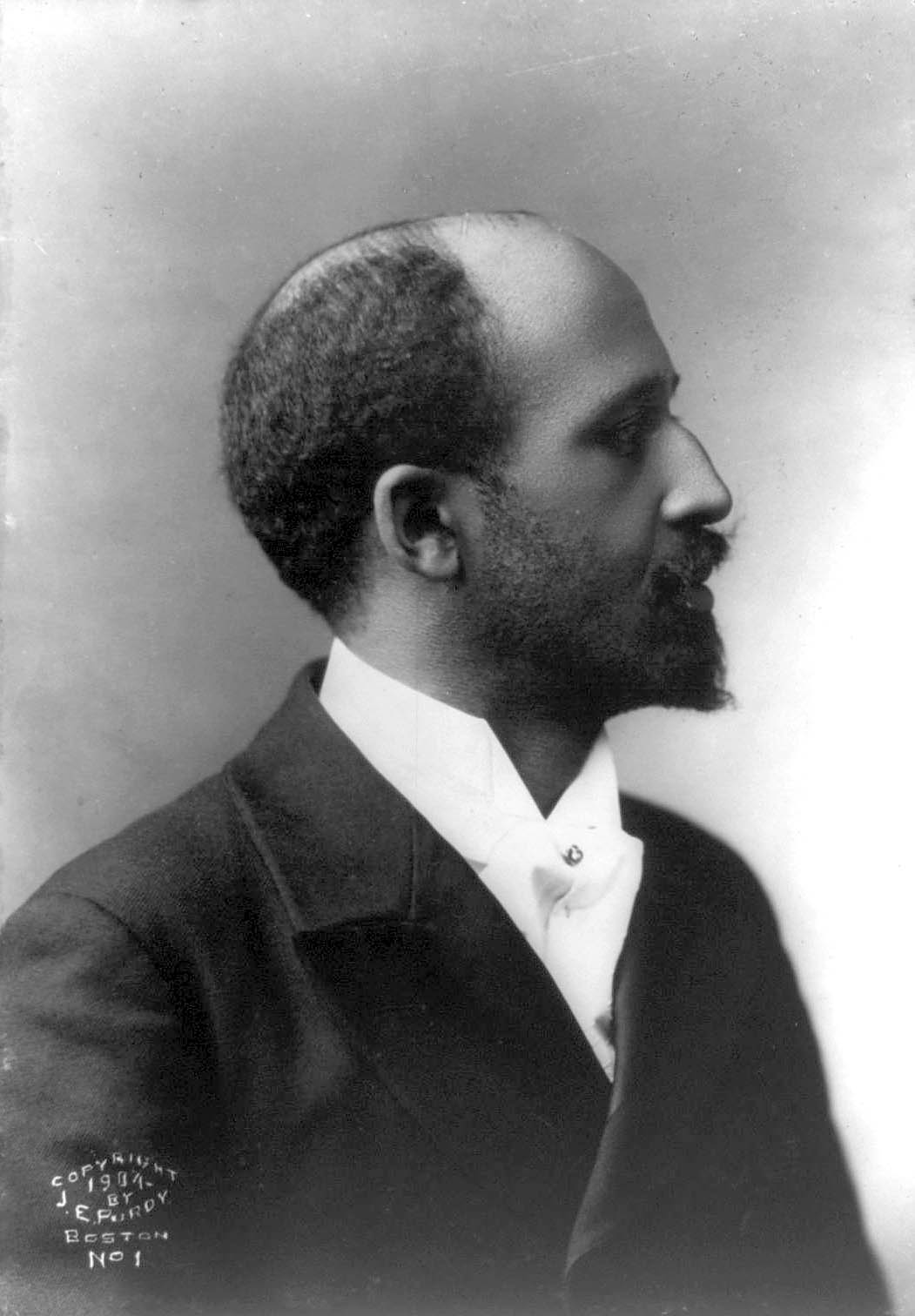
W. E. B. Du Bois
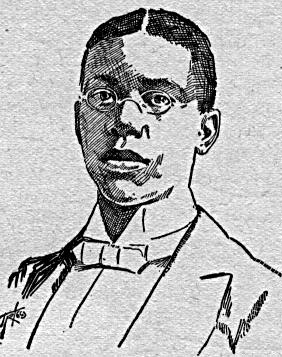
Paul Laurence Dunbar
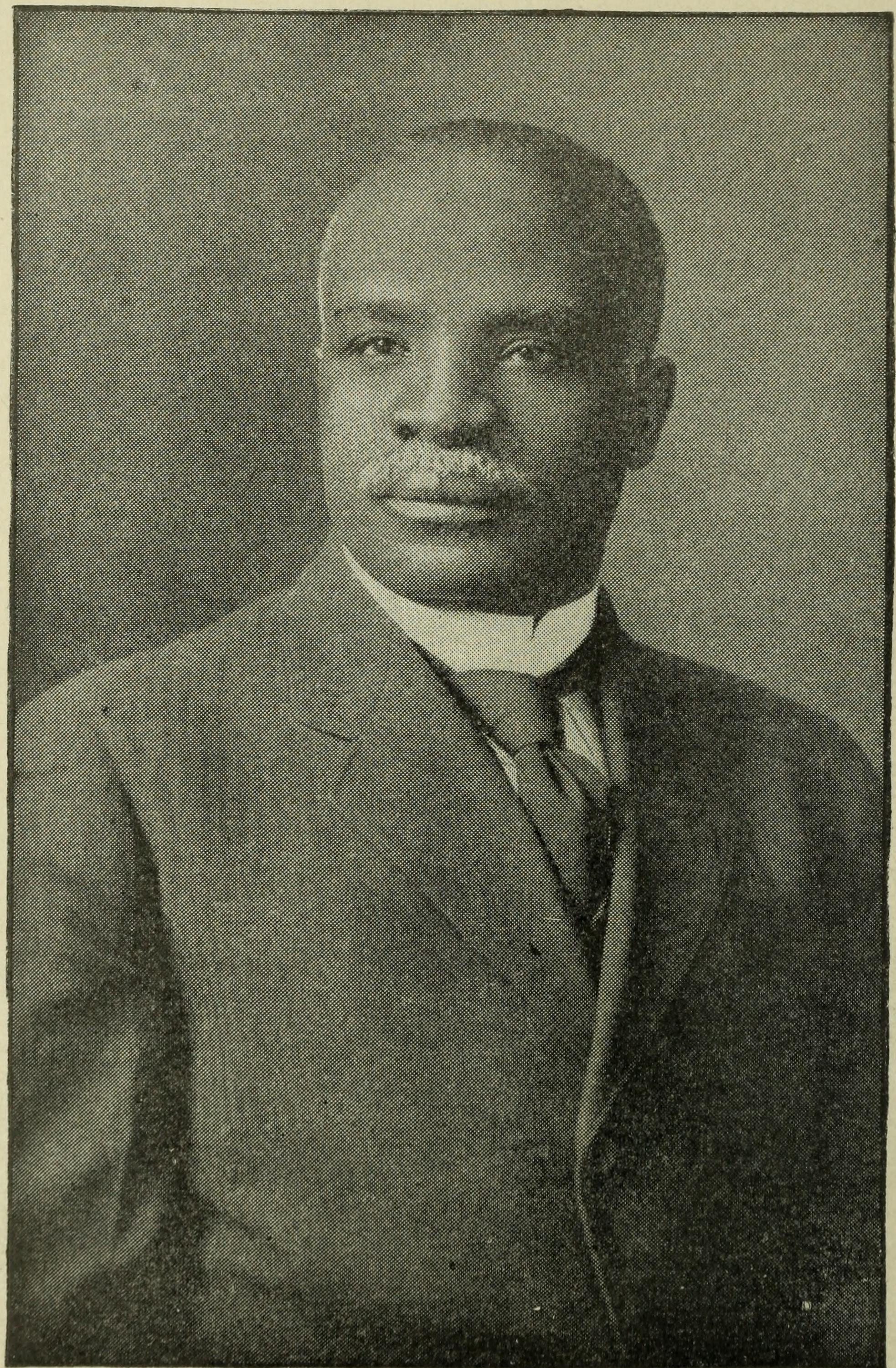
Kelly Miller
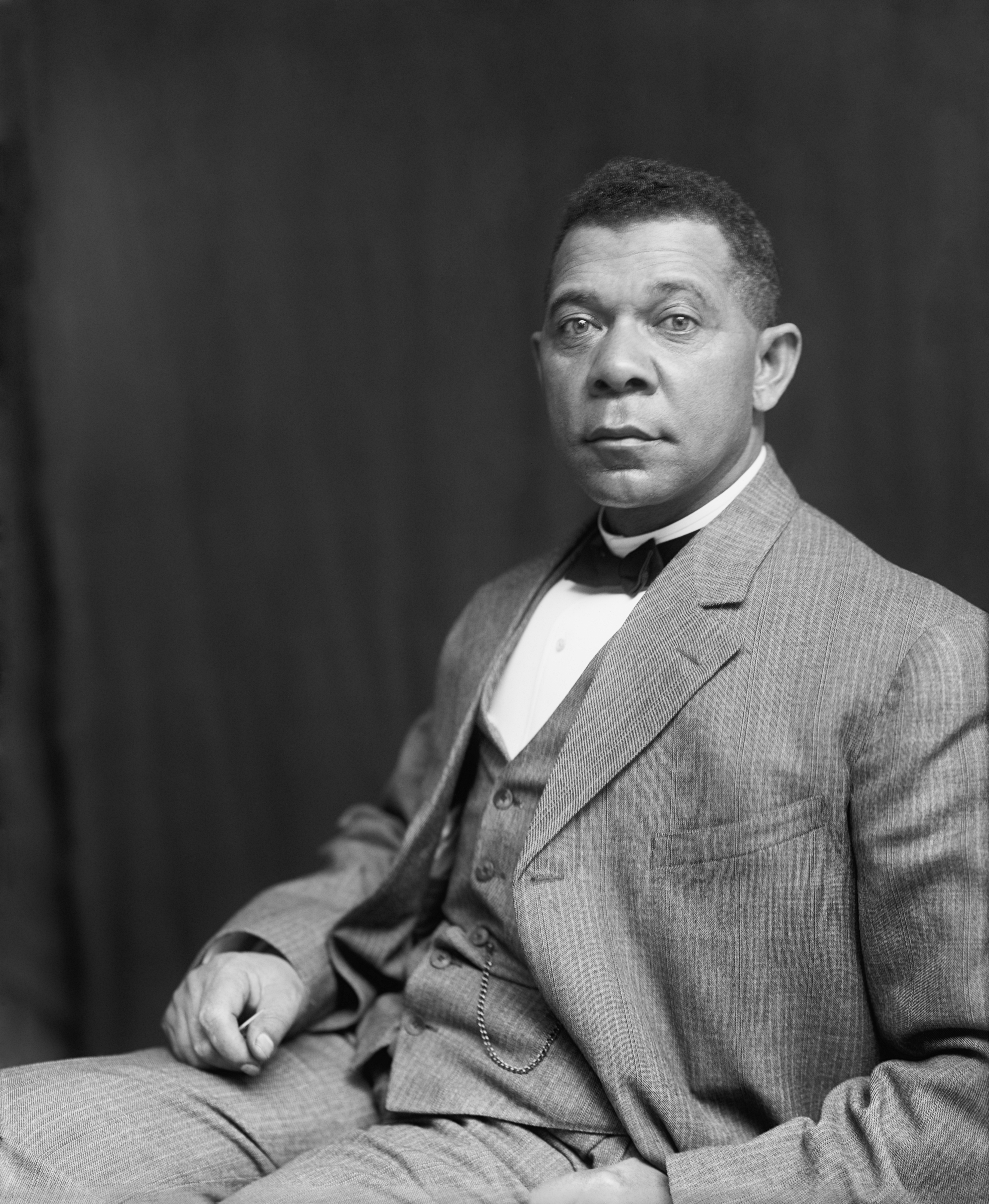
Booker T. Washington

## Namensgleiche Publikationen
Robert Thomas Kerlin (1866–1950) veröffentlichte 1920 ein Buch mit dem Titel The Voice of the Negro, welches in keinem Zusammenhang mit der Zeitschrift steht. Das Buch fasst afroamerikanische Pressestimmen nach den Unruhen und Lynchakten von 1919 zusammen.
Im Februar 1927 erschien neuerlich eine Zeitschrift mit dem Titel The Voice of the Negro, diesmal herausgegeben vom politischen Aktivisten und Publizisten Hubert H. Harrison und der von ihm gegründeten International Colored Unity League. Über der Titelseite war angeführt The Embryo of, darunter A Magazine Struggling to Be Born. Da der Herausgeber jedoch noch im Dezember desselben Jahres überraschend verstarb, konnte die Publikation nicht fortgeführt werden.
In den 1960er Jahren wurde in Chicago die Radiostation WVON The Voice of the Negro genannt. Die Radiostation meldete als erste die Ermordung von Martin Luther King und nennt sich heute The Voice of the Nation. Eine Reihe prominenter Journalisten und Musiker arbeiteten bzw. arbeiten für den Sender, darunter Don Cornelius, Randy Daniels, Roland Martin und Earl Washington.